# Stamperia Paperini
La Stamperia Paperini è stata un'importante attività tipografica con sede a Firenze, attiva durante il XVIII secolo. È stata fondata da Bernardo Paperini nel 1726, ma dal 1751 è stata gestita dal fratello, Giovanni Vespasiano. La Stamperia Paperini è ricordata soprattutto per aver pubblicato, a partire dal 1753, la seconda edizione delle Commedie di Carlo Goldoni.

## La fondazione della Stamperia e la gestione di Bernardo Paperini (1726-1751)
Bernardo Paperini è nato a Pistoia l'11 agosto 1694 e si è trasferito a Firenze nel 1715. Nel 1724, si è iscritto all'Arte dei Medici e Speziali. Ha iniziato la sua carriera da stampatore come apprendista della Stamperia Granducale, per poi avviare la sua attività «allato della chiesa di S. Apollinare» e «all'insegna d'Ercole e di Pallade», come si legge nei frontespizi dei suoi libri. 
La stamperia produceva edizioni curate, destinate all'aristocrazia toscana, ma anche scritture legali e bandi ufficiali in grandi quantità. Per questo motivo Bernardo fu coinvolto in dispute con la Stamperia Granducale, che formalmente deteneva il monopolio su questo tipo di produzione particolarmente redditizio. In realtà, l'esclusiva non veniva rinforzata e Paperini, come molti altri stampatori locali, ne approfittava. Infatti, nel 1747 Paperini era stato nominato stampatore dell'Appalto generale di Toscana. 

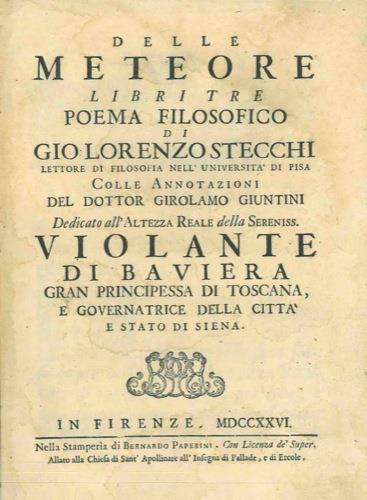
Frontespizio del poema Delle Meteore di Giovanni Lorenzo Stecchi, pubblicato a Firenze dalla stamperia Paperini nel 1726.

Una delle pubblicazioni più importanti avvenute nei primi anni di vita della stamperia è il poema Delle meteore di Giovan Lorenzo Stecchi nel 1726, con «caratteri freschi e sapienti spaziature» e iniziali miniate con scene pastorali.  
Un'altra edizione Paperini importante, soprattutto da un punto di vista culturale, è quella che raccoglie i Commentarii di Eustazio all'Iliade, usciti nel 1730-1731 in edizione bilingue greca e latina. Paperini stesso ha coperto i costi di questa edizione. 
Secondo lo studioso Renato Pasta, la maggior parte delle edizioni Paperini rispecchiava i criteri dell'editoria di pregio settecentesca: le edizioni erano «in quarto o in folio, talvolta in formati minori, con ampie marginature e frontespizi policromi, con frequenti e raffinate incisioni, fregi accurati, netti caratteri ed ottima correzione dei testi italiani o latini.»

## La gestione di Giovanni Vespasiano (1751-1768)
Nel 1751 Bernardo è morto e l'impresa è passata al fratello Giovanni Vespasiano. In quell'anno, la stamperia era di medie dimensioni, munita di due torchi da stampa e due «da imprimere in rame», con un'ampia selezione di caratteri. Rispetto a Bernardo, Giovanni Vespasiano ha ridotto la stampa di bandi, ordini e testi religiosi, aumentando invece la produzione di scritture legali. 
Nel 1751, la ragione sociale della stamperia è cambiata. Prima è diventata «Eredi Paperini» e poi, nel 1754, «Erede Paperini» per indicare Giovanni Vespasiano come il solo successore di Bernardo. Dal 1757, si trova occasionalmente la denominazione «Stamperia Paperiniana», adottata stabilmente dal 1760. 
Dal 1758 al 1760, a causa dell'alluvione dell'Arno, si è interrotta quasi completamente la produzione.
Nel 1768, Giovanni Vespasiano ha ceduto l'impresa. Le difficoltà economiche dell'attività erano state momentaneamente arginate dalla riuscita dell'edizione goldoniana, ma questo successo non è bastato un rilancio duraturo dell'azienda. 

### L'edizione Paperini delleCommediedi Goldoni
Nel 1753, Carlo Goldoni ha interrotto la realizzazione della prima edizione delle sue Commedie presso la bottega veneziana del libraio-stampatore Giuseppe Bettinelli, stabilita da un accordo che includeva anche il capocomico Girolamo Medebach del Teatro Sant'Angelo di Venezia. La seconda edizione, che violava i termini di questo accordo trilaterale, viene affidata alla stamperia Paperini di Firenze, e nello specifico a Giovanni Vespasiano, erede dell'impresa del fratello Bernardo. Fu intitolata Le Commedie del Dottore Carlo Goldoni Avvocato veneto fra gli Arcadi Polisseno Fegejo ed è uscita in dieci volumi tra il 1753 e il 1755.
In questi volumi, ai testi delle commedie di Goldoni è stata anteposta la Lettera dell’avvocato Carlo Goldoni ad un amico suo in Venezia, pubblicata per la prima volta il 28 aprile 1753. In questa lettera Goldoni denunciava il comportamento scorretto di Bettinelli e Medebach, che avevano continuato, suo malgrado, a far uscire i volumi dell'edizione veneziana, ancora da ultimare. 

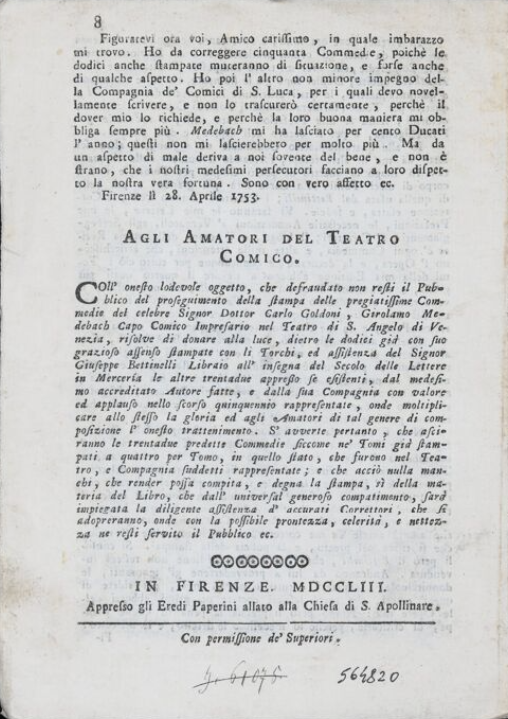
Particolare della Lettera dell'avvocato Carlo Goldoni ad un suo amico in Venezia, pubblicata a Firenze dalla stamperia Paperini nel 1753.

L'edizione Paperini era caratterizzata da una buona qualità tipografica, nonostante sia stata utilizzata una polizza meno pregiata rispetto a quella scelta dalla stessa stamperia per altri testi, e Goldoni stesso ha contribuito al lavoro di correzione di bozze. L'edizione ha avuto molto successo, con una prima tiratura di 1750 copie di cui 500 vendute clandestinamente dal libraio veneziano Giambattista Pasquali. Infatti, a Venezia l'edizione fiorentina era considerata il risultato di una grave violazione contrattuale e un affronto alla potente corporazione dei librai e degli stampatori della città. 
Il successo dell'edizione Paperini è dovuto molto probabilmente al suo costo contenuto, che lo rendeva accessibile anche alle famiglie non aristocratiche. Ogni volume costava tre paoli, equivalenti a due lire toscane, e le singole commedie goldoniane già in circolazione costavano il doppio. La buona qualità dell'edizione è testimoniata anche dal fatto che sia scelta come base per realizzare quelle di Bologna, Torino, Napoli e poi Roma.
Nell'edizione Paperini, il ritratto di Goldoni – che ne commissionava uno nuovo per ogni edizione dei suoi testi – è di Giambattista Piazzetta.
Nelle sue Memorie, pubblicate per la prima volta a Parigi nel 1787, Goldoni ricorda gli anni trascorsi a Firenze e l'importanza dell'edizione Paperini, dando però una versione falsata dei fatti. Infatti, in questo testo autobiografico l'edizione Paperini viene descritta come la prima edizione in assoluto delle Commedie di Goldoni: «Feci un viaggio in Toscana, e ci soggiornai per quattro anni onde rendermi questa lingua familiare, e feci fare a Firenze la prima edizione delle mie opere, sotto gli occhi e sotto la censura dei dotti del paese, per purgarle dai difetti della lingua.»